# 다카라즈카 가극단 68기생
다카라즈카 가극단 68기생은 1980년에 다카라즈카 음악학교에 입학, 1982년에 다카라즈카 가극단에 입단한 37명을 가리킨다.

## 개요
초무대 연목은 하나구미 공연 「봄의 춤 -꽃과 꿈과 사랑과- / 아르카디아여 영원히」이다.

## 주요 학생

### OG
- 이치로 마키 : 전 유키구미 톱스타
- 아사나기 린 : 전 츠키구미 여역

### 현역
- 에마 나오키 : 전과 남역 (극단 이사)

## 일람
| 예명            | 생일      | 출신지                             | 출신 학교                      | 예명의 유래                                | 애칭             | 역할 | 퇴단년도 | 비고                          |
| --------------- | --------- | ---------------------------------- | ------------------------------ | ------------------------------------------ | ---------------- | ---- | -------- | ----------------------------- |
| 茜佳実          | 4월 15일  | 도쿄도 세타가야구                  | 성도미니코가쿠엔중학교         |                                            | 아미             | 남역 | 1985년   |                               |
| 아카네 요시미   | 4월 15일  | 도쿄도 세타가야구                  | 성도미니코가쿠엔중학교         |                                            | 아미             | 남역 | 1985년   |                               |
| 朝凪鈴          | 11월 9일  | 오사카부 오사카시 히가시구         | 테즈카야마가쿠인               | 카마야마 신사 (竈山神社)에서 명명          | 린린             | 여역 | 1991년   |                               |
| 아사나기 린     | 11월 9일  | 오사카부 오사카시 히가시구         | 테즈카야마가쿠인               | 카마야마 신사 (竈山神社)에서 명명          | 린린             | 여역 | 1991년   |                               |
| 綾瀬るり        | 2월 7일   | 오사카부 오사카시                  | 타테츠고등학교                 |                                            | 키요미           | 여역 | 1989년   |                               |
| 아야세 루리     | 2월 7일   | 오사카부 오사카시                  | 타테츠고등학교                 |                                            | 키요미           | 여역 | 1989년   |                               |
| 一路万輝        | 1월 9일   | 아이치현 나고야시 나카구           | 나고야시립이노타카중학교       | 진실일로 (真実一路)에서 은사가 명명        | 잇짱, 이치로     | 남역 | 1996년   | 이치로 마키 (一路真輝)로 개명 |
| 이치로 마키     | 1월 9일   | 아이치현 나고야시 나카구           | 나고야시립이노타카중학교       | 진실일로 (真実一路)에서 은사가 명명        | 잇짱, 이치로     | 남역 | 1996년   | 이치로 마키 (一路真輝)로 개명 |
| 英真なおき      | 9월 27일  | 효고현 다카라즈카시                | 다카라즈카시립다카라우메중학교 | 가족이 고안                                | 준코, 훗쿤       | 남역 |          |                               |
| 에마 나오키     | 9월 27일  | 효고현 다카라즈카시                | 다카라즈카시립다카라우메중학교 | 가족이 고안                                | 준코, 훗쿤       | 남역 |          |                               |
| 大樹ひろと      | 8월 9일   | 도쿄도 코토구                      | 도쿄죠가쿠칸고등학교           | 큰 나무 같은 무대인이 되도록 다같이 고안   | 에-짱, 에-코     | 남역 | 1989년   |                               |
| 오오키 히로토   | 8월 9일   | 도쿄도 코토구                      | 도쿄죠가쿠칸고등학교           | 큰 나무 같은 무대인이 되도록 다같이 고안   | 에-짱, 에-코     | 남역 | 1989년   |                               |
| 大峯麻友        | 6월 2일   | 효고현 니시노미야시                | 인천학원                       | 가족이 고안                                | 마유             | 남역 | 2002년   |                               |
| 오오미네 마유   | 6월 2일   | 효고현 니시노미야시                | 인천학원                       | 가족이 고안                                | 마유             | 남역 | 2002년   |                               |
| 鏡ちとせ        | 8월 12일  | 도쿄도 미나토구                    | 공립여자고등학교               | 지인이 명명                                | 하루짱           | 남역 | 1991년   |                               |
| 카가미 치토세   | 8월 12일  | 도쿄도 미나토구                    | 공립여자고등학교               | 지인이 명명                                | 하루짱           | 남역 | 1991년   |                               |
| 一希真帆        | 5월 11일  | 효고현 고베시                      | 무코노쇼고등학교               |                                            | 마유미           | 남역 | 1986년   |                               |
| 카즈키 마호     | 5월 11일  | 효고현 고베시                      | 무코노쇼고등학교               |                                            | 마유미           | 남역 | 1986년   |                               |
| 北見毬          | 4월 18일  | 홋카이도 하코다테시                | 선진고등학교                   | 존경하는 선생님이 명명                     | 아야, 포칸       | 여역 | 1987년   |                               |
| 키타미 마리     | 4월 18일  | 홋카이도 하코다테시                | 선진고등학교                   | 존경하는 선생님이 명명                     | 아야, 포칸       | 여역 | 1987년   |                               |
| 希波千愛        | 8월 12일  | 효고현 카와니시시                  | 효고현립카와니시명봉고등학교   | 본명에서 가족이 고안                       | 치-짱, 에-군     | 남역 | 1994년   |                               |
| 키나미 치에     | 8월 12일  | 효고현 카와니시시                  | 효고현립카와니시명봉고등학교   | 본명에서 가족이 고안                       | 치-짱, 에-군     | 남역 | 1994년   |                               |
| 慶一花          | 11월 8일  | 사이타마현 카와구치시              | 쥬몬지가쿠엔                   | 가족이 고안                                | 아키요           | 남역 | 1989년   |                               |
| 케이 카즈카     | 11월 8일  | 사이타마현 카와구치시              | 쥬몬지가쿠엔                   | 가족이 고안                                | 아키요           | 남역 | 1989년   |                               |
| 五色新          | 10월 15일 | 고치현 고치시                      | 소우아이가쿠엔중학교           | 존경하는 선생님이 명명                     | 곳짱             | 남역 | 1986년   |                               |
| 고시키 아라타   | 10월 15일 | 고치현 고치시                      | 소우아이가쿠엔중학교           | 존경하는 선생님이 명명                     | 곳짱             | 남역 | 1986년   |                               |
| 才樹巧          | 11월 6일  | 오사카부 사카이시                  | 죠난가쿠엔                     | 자기가 고안                                | 벤짱             | 남역 | 1987년   | 후에 여역 전환                |
| 사이키 타쿠미   | 11월 6일  | 오사카부 사카이시                  | 죠난가쿠엔                     | 자기가 고안                                | 벤짱             | 남역 | 1987년   | 후에 여역 전환                |
| 桜里湖          | 11월 11일 | 도쿄도 세타가야구                  | 쇼인가쿠엔고등학교             | 사쿠라우치 요시오가 명명                   | 리코             | 여역 | 1989년   |                               |
| 사쿠라 리코     | 11월 11일 | 도쿄도 세타가야구                  | 쇼인가쿠엔고등학교             | 사쿠라우치 요시오가 명명                   | 리코             | 여역 | 1989년   |                               |
| 桜木星子        | 10월 7일  | 교토부 교토시                      | 세이보가쿠인고등학교           | 토베 긴사쿠가 명명                         | 세이코           | 여역 | 1989년   |                               |
| 사쿠라기 세이코 | 10월 7일  | 교토부 교토시                      | 세이보가쿠인고등학교           | 토베 긴사쿠가 명명                         | 세이코           | 여역 | 1989년   |                               |
| 早原みゆ紀      | 12월 8일  | 효고현 다카라즈카시                | 성모피승천학원                 |                                            | 미치코           | 여역 | 1994년   |                               |
| 사하라 미유키   | 12월 8일  | 효고현 다카라즈카시                | 성모피승천학원                 |                                            | 미치코           | 여역 | 1994년   |                               |
| 紗幸れい        | 6월 19일  | 오사카부 오사카시 텐노지구         | 풀가쿠인                       | 본명                                       | 레이짱, 사유키   | 남역 | 1988년   |                               |
| 사유키 레이     | 6월 19일  | 오사카부 오사카시 텐노지구         | 풀가쿠인                       | 본명                                       | 레이짱, 사유키   | 남역 | 1988년   |                               |
| 勢のぼる        | 4월 19일  | 효고현 니시노미야시                | 슈쿠가와가쿠인                 | 존경하는 선생님이 명명                     | 카오쿠           | 남역 | 1985년   |                               |
| 세이 노보루     | 4월 19일  | 효고현 니시노미야시                | 슈쿠가와가쿠인                 | 존경하는 선생님이 명명                     | 카오쿠           | 남역 | 1985년   |                               |
| 千田真弓        | 1월 29일  | 도쿄도 세타가야구                  | 세타가야구립미도리가오카중학교 | 존경하는 선생님이 명명                     | 하코, 소보쿠     | 여역 | 1989년   |                               |
| 센다 마유미     | 1월 29일  | 도쿄도 세타가야구                  | 세타가야구립미도리가오카중학교 | 존경하는 선생님이 명명                     | 하코, 소보쿠     | 여역 | 1989년   |                               |
| 園生しずく      | 10월 12일 | 도쿄도 오오타구                    | 츠루미여자고등학교             | 은사가 고안                                | 타에             | 남역 | 1985년   |                               |
| 소노오 시즈쿠   | 10월 12일 | 도쿄도 오오타구                    | 츠루미여자고등학교             | 은사가 고안                                | 타에             | 남역 | 1985년   |                               |
| 千琴くるみ      | 9월 8일   | 도쿄도 신주쿠구                    | 쇼와여자대학부속고등학교       | 존경하는 선생님이 명명                     | 쿠니코           | 여역 | 1988년   |                               |
| 치코토 쿠루미   | 9월 8일   | 도쿄도 신주쿠구                    | 쇼와여자대학부속고등학교       | 존경하는 선생님이 명명                     | 쿠니코           | 여역 | 1988년   |                               |
| 千紘あい        | 6월 18일  | 도쿄도 하치오지시                  | 묘죠가쿠엔                     | 깊고 넓게 사랑받으라고 부모님과 고안       | 아-사            | 여역 | 1989년   |                               |
| 치히로 아이     | 6월 18일  | 도쿄도 하치오지시                  | 묘죠가쿠엔                     | 깊고 넓게 사랑받으라고 부모님과 고안       | 아-사            | 여역 | 1989년   |                               |
| 天道なぎさ      | 8월 3일   | 나가사키현 시모아가타군            | 츠시마고등학교                 | 존경하는 선생님이 명명                     | 텐짱             | 남역 | 1985년   |                               |
| 텐도 나기사     | 8월 3일   | 나가사키현 시모아가타군            | 츠시마고등학교                 | 존경하는 선생님이 명명                     | 텐짱             | 남역 | 1985년   |                               |
| 波音みちる      | 2월 11일  | 도쿄도 세타가야구                  | 릿쿄죠가쿠인                   | 지인이 명명                                | 노코             | 남역 | 1992년   |                               |
| 나미네 미치루   | 2월 11일  | 도쿄도 세타가야구                  | 릿쿄죠가쿠인                   | 지인이 명명                                | 노코             | 남역 | 1992년   |                               |
| 春うらら        | 7월 26일  | 카나가와현 카와사키시              | 나카노부가쿠엔                 | 은사가 명명                                | 코즈에           | 여역 | 1986년   |                               |
| 하루 우라라     | 7월 26일  | 카나가와현 카와사키시              | 나카노부가쿠엔                 | 은사가 명명                                | 코즈에           | 여역 | 1986년   |                               |
| 星乃睦実        | 1월 21일  | 오사카부 오사카시 히가시스미요시구 | 니시노미야코시엔가쿠인         | 가족이 고안                                | 에리카, 스즈메짱 | 여역 | 1987년   |                               |
| 호시노 무츠미   | 1월 21일  | 오사카부 오사카시 히가시스미요시구 | 니시노미야코시엔가쿠인         | 가족이 고안                                | 에리카, 스즈메짱 | 여역 | 1987년   |                               |
| 牧沙織          | 9월 5일   | 도쿄도 나카노구                    | 도쿄메지로가쿠엔               |                                            | 사오리           | 여역 | 1987년   |                               |
| 마키 사오리     | 9월 5일   | 도쿄도 나카노구                    | 도쿄메지로가쿠엔               |                                            | 사오리           | 여역 | 1987년   |                               |
| 真芝瞬          | 5월 16일  | 도쿄도 아다치구                    | 사립무사시노고등학교           | 본명의 한 글자를 따서 자기가 고안          | 마유미, 슌       | 남역 | 1988년   |                               |
| 마시바 슌       | 5월 16일  | 도쿄도 아다치구                    | 사립무사시노고등학교           | 본명의 한 글자를 따서 자기가 고안          | 마유미, 슌       | 남역 | 1988년   |                               |
| 町風佳奈        | 12월 11일 | 오사카부 오사카시 미야코지마구     | 나니와죠가쿠엔                 | 지인이 명명                                | 카-코            | 여역 | 2001년   |                               |
| 마치카제 카나   | 12월 11일 | 오사카부 오사카시 미야코지마구     | 나니와죠가쿠엔                 | 지인이 명명                                | 카-코            | 여역 | 2001년   |                               |
| 松原碧          | 10월 27일 | 사이타마현 카와구치시              | 카와구치시립니시중학교         | 미호마츠 하라 (三保松原)에서 부모님이 고안 | MARI             | 여역 | 1997년   |                               |
| 마츠바라 미도리 | 10월 27일 | 사이타마현 카와구치시              | 카와구치시립니시중학교         | 미호마츠 하라 (三保松原)에서 부모님이 고안 | MARI             | 여역 | 1997년   |                               |
| 南海里          | 8월 3일   | 카나가와현 요코하마시 호도가야구   | 카나이고등학교                 |                                            | 카이리           | 남역 | 1989년   |                               |
| 미나미 카이리   | 8월 3일   | 카나가와현 요코하마시 호도가야구   | 카나이고등학교                 |                                            | 카이리           | 남역 | 1989년   |                               |
| 峰央奈奈        | 2월 16일  | 카나가와현 치가사키시              | 키타카마쿠라죠시가쿠엔         | 지인이 명명                                | 미유키짱         | 남역 | 1988년   |                               |
| 미네오 나나     | 2월 16일  | 카나가와현 치가사키시              | 키타카마쿠라죠시가쿠엔         | 지인이 명명                                | 미유키짱         | 남역 | 1988년   |                               |
| 美浜寿里        | 8월 10일  | 카나가와현 요코하마시              | 요코하마히노고등학교           | 출신지에서 가족이 고안                     | 마미, 후-마      | 남역 | 1988년   | 딸 카자키 슌 (98)             |
| 미하라 쥬리     | 8월 10일  | 카나가와현 요코하마시              | 요코하마히노고등학교           | 출신지에서 가족이 고안                     | 마미, 후-마      | 남역 | 1988년   | 딸 카자키 슌 (98)             |
| 八汐佑希        | 12월 10일 | 도쿄도 신주쿠구                    | 코란여학교                     | 존경하는 사람이 명명                       | 얏짱             | 남역 | 1990년   |                               |
| 야시오 유키     | 12월 10일 | 도쿄도 신주쿠구                    | 코란여학교                     | 존경하는 사람이 명명                       | 얏짱             | 남역 | 1990년   |                               |
| 雪風嶺          | 5월 21일  | 효고현 고베시 히가시나다구         | 고베야마테가쿠엔               | 백령에 휘몰아치는 바람과 같이              | 레이짱           | 남역 | 1988년   |                               |
| 유키카제 레이   | 5월 21일  | 효고현 고베시 히가시나다구         | 고베야마테가쿠엔               | 백령에 휘몰아치는 바람과 같이              | 레이짱           | 남역 | 1988년   |                               |
| 淀都            | 2월 2일   | 효고현 고베시 이쿠타구             | 카도마고등학교                 | 히요시 신사 (日吉神社)에서 명명            | 토쿠짱, 요도쿤   | 여역 | 1988년   |                               |
| 요도 미야코     | 2월 2일   | 효고현 고베시 이쿠타구             | 카도마고등학교                 | 히요시 신사 (日吉神社)에서 명명            | 토쿠짱, 요도쿤   | 여역 | 1988년   |                               |